# Jade Jagger

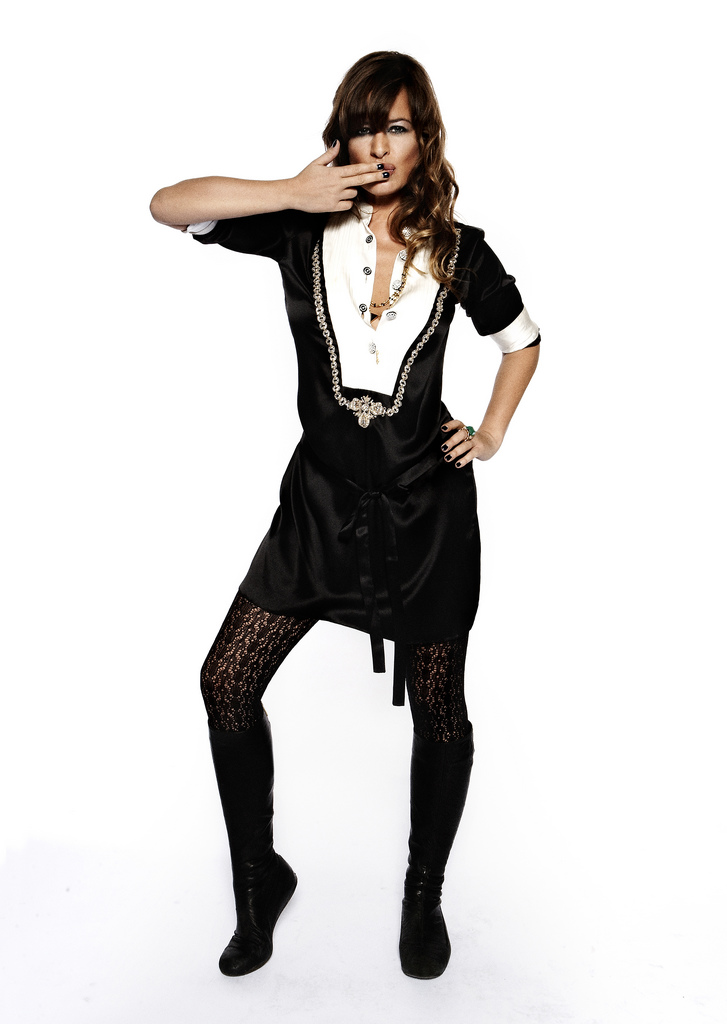
Jade Jagger (2009)

Jade Sheena Jezebel Jagger (* 21. Oktober 1971 in Paris, Frankreich) ist ein Model, eine Mode- und Schmuckdesignerin.

## Leben
Die Tochter von Mick und Bianca Jagger verbrachte ihre frühe Kindheit im Londoner Stadtteil Chelsea am Cheyne Walk. Nach der Trennung der Eltern übersiedelte sie 1978 mit ihrer Mutter in den New Yorker Stadtteil Manhattan. Aufgrund derer häufigen Abwesenheit verbrachte die kleine Jade sehr viel Zeit in „The Factory“ bei ihrem Babysitter, dem Popart-Künstler Andy Warhol.
Ihre Ausbildungsstationen waren die Spence School in Manhattan und die Mädchenschule St. Mary’s in England. Später ging sie an die Elite-Universität Cambridge, wo sie Piers Jackson begegnete, mit dem sie acht Jahre lang eine Beziehung hatte und aus der zwei Töchter stammen: Assisi Lola (* 1992) und Amba Isis (* 1996).
Im Jahr 2001 war sie in der TV-Verfilmung „Being Mick“ zu sehen, in der Mick Jagger über einen Zeitraum von einem Jahr von seinem Leben erzählt und dabei mit der Handkamera Alltagsszenen filmt.
Jagger ist mit dem DJ Adrian Fillary verheiratet. Das Paar hat einen Sohn (* 2014). Jagger lebt abwechselnd in London und auf Ibiza.
Jade Jagger ist die Halbschwester von Karis Jagger (* 1970, Tochter von Mick Jagger und Marsha Hunt), Elizabeth Scarlett Jagger (* 1984), James Leroy Augustin Jagger (* 1985), Georgia May Ayeesha Jagger (* 1992), Gabriel Luke Beauregard Jagger (* 1997), Lucas Maurice Morad (* 1999) und Deveraux Octavian Basil Jagger (* 2016).

## Beruf
Von 2000 bis 2006 entwarf sie für den Londoner Luxus-Schmuck-Hersteller Garrard als Kreativdirektorin Schmuckstücke.
Sie gründete das Unternehmen „Jezebel“.
Mit dem französischen Designer Philippe Starck und dem Grundstücksentwickler John Hitchcox gründete sie 2006 „Jade Jagger für YOO“. Das Label bietet Wohngestaltung und Vermarktung von Grundstücken an.